# José van Dam
Báró Joseph van Damme (Ixelles, 1940. augusztus 25. –) José van Dam néven, háromszoros Grammy-díjas belga basszbariton operaénekes.

## Életpályája
17 évesen beiratkozott a Brüsszeli Királyi Konzervatóriumba, ahol Frederic Anspachnál tanult. Egy évvel később ének- és operaelőadói oklevéllel, első díjjal végzett. 1961-ben debütált az operában Don Basilio zenetanár szerepében, Gioachino Rossini A sevillai borbély című művében a Párizsi Operában, és egészen 1965-ig a társulatban maradt, amikor is elénekelte első nagy szerepét, az Escamillót Bizet Carmen című operájából. Ezután két évadon át énekelt Genfben, a milánói Scalában, a Covent Gardenben és Párizsban. 1966-ban Genfben Milhaud La mère coupable című művének ősbemutatójában énekelt. Lorin Maazel meghallotta őt, és meghívta, hogy vegye fel vele Ravel L'heure espagnole-ját a Deutsche Grammophon számára. 1967-ben pedig felkérte, hogy csatlakozzon a berlini Deutsche Operhez.
Van Dam fellépett a L'Opéra de Paris-ban, a Covent Gardenben, a Metropolitan Operában, a milánói Scalában, a Bécsi Állami Operában, a Deutsche Oper Berlinben, a Théâtre Royal de la Monnaie-ban Brüsszelben, a Buenos Aires-i Teatro Colónbsn, a Salzburgi Ünnepi Játékokon, valamint Aix-en-Provence és Orange fesztiváljain Franciaországban.

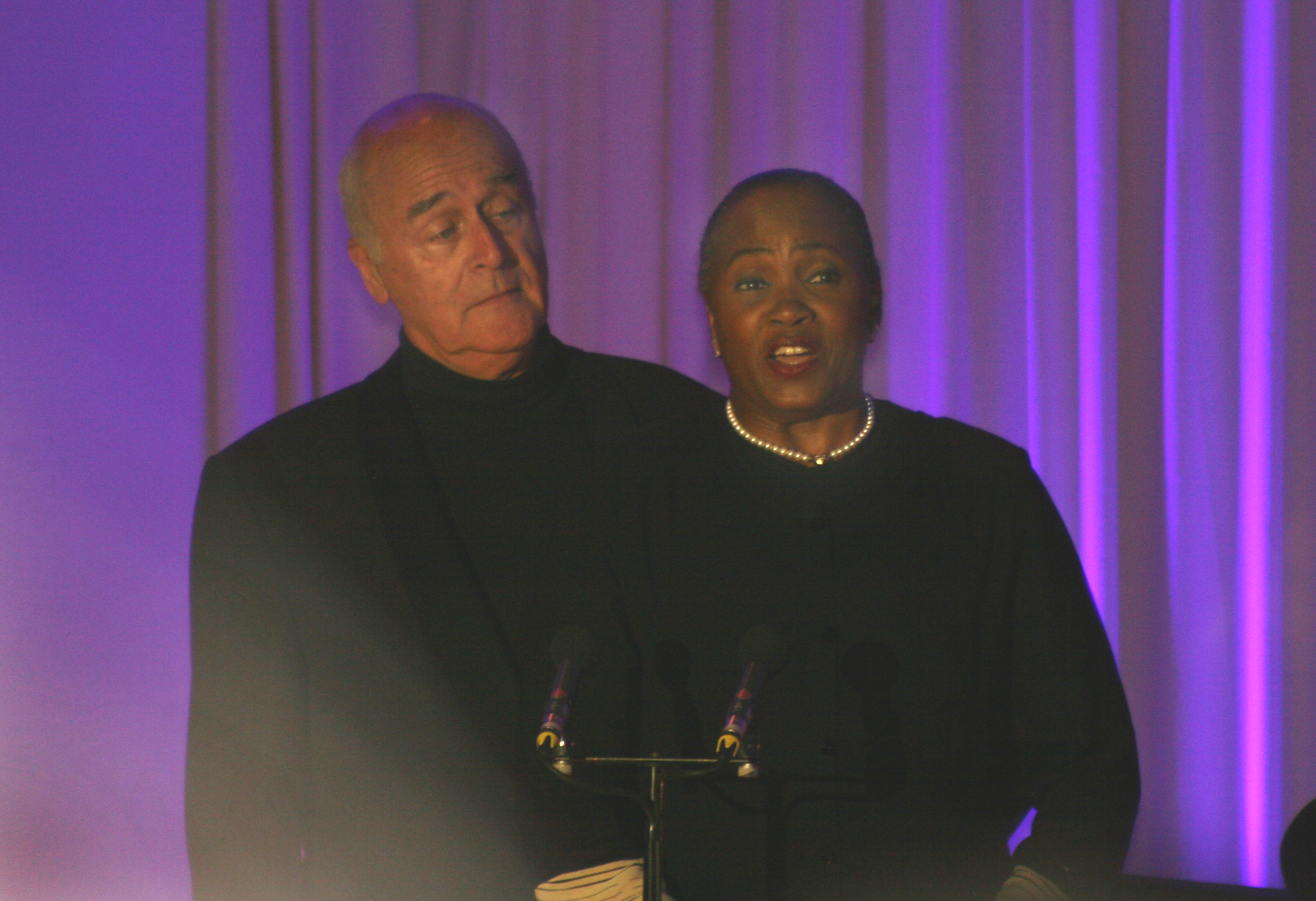
Barbara Hendricksszel, Brüsszel, 2006

Van Dam 2011 óta a Queen Elisabeth Music Chapel énekszekciójának mestere hazájában.

## Díjai
Van Dam koncert-, oratórium-, dalénekes is, és nemzetközi díjakat nyert színpadi fellépéseiért meg hangfelvételeiért. Berlinben 1974-ben adományozták neki a Kammersänger címet, és ugyanebben az évben megkapta a Német Zenekritikusok Díját. További díjai közé tartozik a belga Sajtó Aranyérem (1976), a Grand Prix de l'Académie française du Disque (1979), az Orphée d'Or de l'Académie Lyrique Française (1980), az Európai Kritikusok Díja (1985), a Diapason d'Or és Prix de la Nouvelle Académie du Disque (1993), valamint az Orphée d'Or de l'Académie du Disque Lyrique (1994).
1998 augusztusában II. Albert belga király báróvá tette Van Damot, és az egyik legjobb klasszikus énekesként ismerte el. 1999. december 4-én ő volt az egyik fellépő Fülöp belga trónörökös és Mathilde d'Udekem d'Acoz házasságkötésekor.
Van Dam a „Doucement les Basses” három interjúalany egyikeként szerepel, Gabriel Bacquier és Claudio Desderi mellett, ahol a basszbariton repertoárban betöltött szerepükről beszélnek.

## Filmjei
Van Dam szerepel a Zenetanár (1988) című filmben Joachim Dallayrac szerepében, a Don Giovanniban (1979) pedig Leporellóként, Joseph Losey rendezésében és Maazel vezényletével. Ebben a filmben szerepel még Ruggero Raimondi, Kiri Te Kanawa, Teresa Berganza, Edda Moser, Malcolm King, Kenneth Riegel és John Macurdy. Van Dam Hans Sachsként is szerepel a 2003-as zürichi opera A nürnbergi mesterdalnokok DVD-jén, Franz Welser-Möst vezényletével.

## Felvételek
Van Dam kiterjedt diszkográfiájában szerepel Carmen (háromszor, 1974-ben, 1975-ben és 1982-ben), Louise (Beverly Sillsszel, 1977), A varázsfuvola (opera) (a szónok szerepében, Zdzisława Donat volt az Éj királynője, 1980), Faust teljes felvételei. (vezényel: Michel Plasson, 1991), Jacques Offenbach: Hoffmann meséi (Roberto Alagnával, 1994–1996), Don Carlos (opera) (1996) és A mesterdalnokok (vezényel: Solti György, 1997). 2010-ben a Metropolitan kiadta 1980-as Wozzeckjét (Anja Siljával és Richard Cassillyvel, vezényel: James Levine) CD-lemezeken.
Herbert von Karajannal felvette még a Fidelio (Jon Vickersszel, 1970), Figaro házassága (opera) (1978), Salome (opera) (1978), a Pelléas és Mélisande-ot (1978), Parsifal (opera) (Peter Hofmann-nal, 1979–1980), A varázsfuvola (Sarastro szerepében Edith Mathisszal, Karin Ott-tal és Janet Perryvel, 1980), valamint A bolygó hollandi (opera) (Dunja Vejzovic Zentájával, 1981–1983), az Ein Deutsches Requiemet Barbara Hendricksszel (1985), valamint Ludwig van Beethoven 9. szimfóniáját (Anna Tomowa-Sintow-val, Agnes Baltsával, Peter Schreierrel 1977-ben; Perryvel, Baltsával és Vinson Cole-lal 1983-ban).
A basszusbariton egyik legnagyobb sikere Olivier Messiaen Assisi Szent Ferenc című művének címszerepe volt. A világpremiert Ozava Szeidzsivel (1983), valamint a salzburgi produkciót Kent Nagano (1998) jegyezték.

## Fordítás
- Ez a szócikk részben vagy egészben  a   José van Dam című angol Wikipédia-szócikk ezen változatának fordításán alapul.  Az eredeti cikk szerkesztőit annak laptörténete sorolja fel. Ez a jelzés csupán a megfogalmazás eredetét és a szerzői jogokat jelzi, nem szolgál a cikkben szereplő információk forrásmegjelöléseként.